# Museo delle Acque di Crespino
Il Museo delle Acque di Crespino è stato inaugurato il 14 novembre 2004 presso le sale di un’ala del palazzo del Comune di Crespino, in provincia di Rovigo. È il frutto di anni di ricerche e acquisizione o donazione da parti di privati cittadini di materiali legati alla vita presso il fiume Po. Nel 2014 lo spazio espositivo venne ampliato in modo da esporre il nuovo materiale tra cui uno degli ultimi mulini esistenti in Polesine e qui ricostruito a grandezza naturale. Il Museo è di proprietà del Comune e fa parte della rete del Sistema Museale Provinciale Polesine.

## Collezione
L’esposizione è suddivisa in tre sezioni riguardanti la sicurezza idraulica del Po, le bonifiche, la pesca e le attività dei mulini natanti. 
I materiali recuperati riguardano i mestieri legati alla vita nel fiume come il pescatore e il carpentiere e gli scariolanti.
Al piano terra due sale sono adibite all'esposizione dei reperti di grandi dimensioni riguardanti le civiltà delle acque, mentre all'esterno sono stati collocati macine in pietra ed un turbine, un macchinario usato per prosciugare i maceri.
Nelle sale del piano superiore sono esposti materiali che testimoniano le attività quotidiane degli abitanti di Crespino: attrezzi per la pesca, battelli, strumenti per la bonifica e la salvaguardia idraulica. 
Alle pareti delle sale e delle  scale che portano al piano superiore sono appesi documenti originali come decreti, ordinanze e atti delle autorità pubbliche, fotografie e documenti relativi alla regolamentazione delle acque che va dall'età napoleonica fino al Regno d'Italia e testimonianze riguardo all’alluvione che colpì il Polesine nel 1951. Durante il periodo di lockdown del 2020 i giovani che gestiscono le visite guidate hanno creato dei brevi video sul museo e la tematica trattata.

### Video YouTube
- https://www.youtube.com/watch?v=gXGz-7SzHSQ
- https://www.youtube.com/watch?v=0RMmYPjYvrk
- https://www.youtube.com/watch?v=HGC1vQL3EYM
- https://www.youtube.com/watch?v=gjSPh5bVMAw
- https://www.youtube.com/watch?v=XN2hhc6IqHY
- https://www.youtube.com/watch?v=qYJnWaZUA0Q